# Johann Heinrich (Luxemburg)

Wappen Johann Heinrichs

Johann Heinrich von Luxemburg (tschechisch: Jan Jindřich Lucemburský; * 12. Februar 1322 in Prag; † 12. November 1375 in Brünn) aus dem Haus Luxemburg war von 1335 bis 1341 Graf von Tirol und von 1349 bis 1375 Markgraf von Mähren.

## Leben

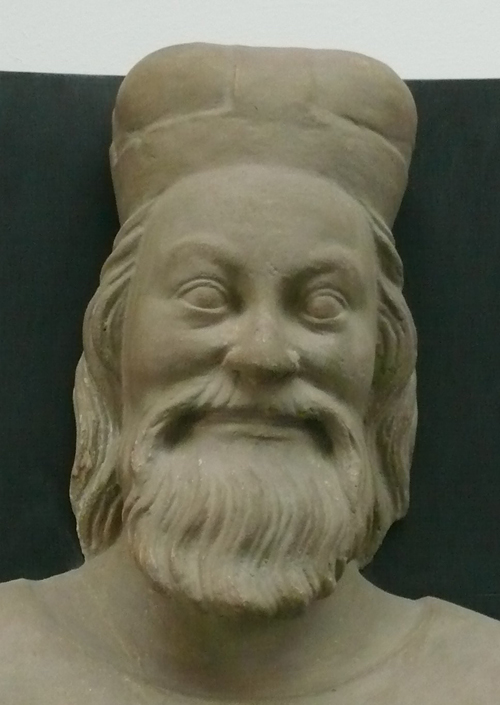
Büste des Markgrafen Johann Heinrich im Veitsdom

Johann Heinrich war der jüngere Sohn des böhmischen Königs Johann von Luxemburg aus dessen erster Ehe mit der letzten Přemyslidin Elisabeth von Böhmen. Sein älterer Bruder war der spätere Kaiser Karl IV.
Aufgrund ihrer zerrütteten Ehe und der unsicheren Verhältnisse in Böhmen flüchtete Königin Elisabeth mit dem Säugling Johann Heinrich zu ihrer ältesten Tochter Margarete, die mit Heinrich XIV. von Niederbayern verheiratet war, nach Cham in der Oberpfalz.
Nach dem gemeinsamen Sieg der Heere Ludwigs des Bayern und Johanns von Luxemburg in der Schlacht bei Mühldorf am 28. September 1322 über das Heer des Gegenkönigs Friedrich des Schönen konnte Ludwig der Bayer seine Position im Reich festigen. Danach nahm Johann von Luxemburg geheime Verhandlungen mit seinem ehemaligen Rivalen um die böhmische Krone, Heinrich von Kärnten und Tirol auf. Sie führten 1327 zur Verlobung von König Johanns jüngerem Sohn Johann Heinrich mit der vier Jahre älteren Margarete von Tirol, der Tochter Heinrichs von Kärnten. Da dieser keine männlichen Nachkommen hatte, konnten die Luxemburger mit einer beträchtlichen Erweiterung ihrer Macht rechnen. Johann Heinrich war bereits im Alter von fünf Jahren (1327) von seinem Vater mit großem Gefolge nach Tirol geschickt worden.
Die Vermählung von Johann Heinrich mit Margarete von Tirol fand am 16. September 1330 in Innsbruck statt. Diese Heirat sollte Johann von Luxemburg den Zugang zu den Tiroler und Kärntner Pässen sichern und ermöglichte ihm den Einfall in Oberitalien. Allerdings standen ihm als König von Böhmen keine Ansprüche auf Reichsitalien zu. Deswegen stimmten Ludwig der Bayer und die Habsburger nochmals ihre Interessen ab. Sie beschlossen am 26. November 1330 in Augsburg, dass nach dem Ableben Heinrichs von Kärnten und Tirol die Habsburger Kärnten, Krain und Teile Südtirols, die Wittelsbacher den Norden Tirols erhalten sollen. Die nun vermählten Johann Heinrich und Margarete sollten nur im Süden Tirols herrschen.
Am 2. April 1335 verstarb Heinrich von Kärnten und Tirol. Da die weibliche Erbfolge Tirols und Kärntens an eine Genehmigung des Kaisers gebunden war, erteilte Ludwig der Bayer diese im Februar 1335. Am 2. Mai 1335 wurden die beiden Herzöge von Österreich Albrecht II. und Otto mit Kärnten, Krain, Südtirol und über die Vogtei der Bistümer Trient und Brixen belehnt. Beide Habsburger verwiesen auf ihr mütterliches Erbteil, da ihre Mutter Elisabeth dem Geschlecht der Meinhardiner entstammte und eine Schwester Heinrichs von Kärnten und Tirol war. Der Tiroler Adel und die Städte wehrten sich gegen die Landnahme der Wittelsbacher und Habsburger.
Deswegen beauftragte Johann von Luxemburg seinen älteren Sohn Karl, zu der Zeit Markgraf in Mähren, mit der Eroberung Tirols und führte seine Friedensverhandlungen mit dem polnischen König Kasimir rasch zu Ende. Er verzichtete auf seine Ansprüche auf den polnischen Königstitel, sicherte jedoch 1335 im Vertrag von Trentschin die schlesischen Herzogtümer für die Krone Böhmen. Vom Krieg gegen Polen entlastet, konnte er 1336 Oberösterreich militärisch besetzen. Die Habsburger waren daraufhin bereit, ihre Kampfhandlungen in Tirol zu beenden. Schließlich verzichtete König Johann zugunsten der Habsburger im Frieden von Enns vom 9. Oktober 1336 auf Kärnten und Krain. Ludwig der Bayer zog sich aus Tirol zurück. Erst jetzt konnten Margarete und Johann Heinrich ihre Erbschaft antreten.
Johann von Luxemburg versprach den Tiroler Ständen, keinen Ausländer mit einem Amt in Tirol zu betrauen. Außerdem stellte er den Tirolern großzügige finanzielle Unterstützung in Aussicht. Beide Absprachen wurden seitens der Luxemburger nicht eingehalten. So fungierte Karl von 1335 bis 1338 für seinen noch unmündigen Bruder als Regent des Landes. Sein wichtigster Ratgeber war der Bischof von Trient, Nikolaus von Brünn, dem Johann nach 1338  die Verwaltung der Grafschaft Tirol übertrug. Weitere einträgliche Ämter und Herrschaften wurden an Karl und Johann Heinrich vergeben, und mit böhmischen Beamten besetzt. Dies führte zu einer Entfremdung des Tiroler Adels, die ihre Görzerische Gräfin Margarete bevorzugten. Auch die Ehe zwischen Johann Heinrich und Margarete verlief für beide Partner unglücklich, ihre Beziehung war von gegenseitiger Abneigung geprägt.
Im Mai 1340 reisten Karl und Johann Heinrich nach Krakau zum polnischen König, danach besuchten sie den ungarischen König in Visegrád. Während dieser Zeit zettelten einige Tiroler Adlige gemeinsam mit Margarete einen Aufstand gegen die Luxemburger Herrschaft an. Bischof Nikolaus von Brünn organisierte die Niederschlagung des Aufstandes und forderte die sofortige Rückkehr der Luxemburger. Johann Heinrich kehrte nach Tirol zurück, und die Führer der Aufständischen wurden hingerichtet. Margarete wandte sich deshalb an Ludwig den Bayern und wagte mit dessen Hilfe erneut den Aufstand gegen die Luxemburger. Am 1. November 1341 verweigerte sie dem von der Jagd kommenden Johann Heinrich den Einlass in ihr Schloss Tirol. Deshalb flüchtete Johann Heinrich zum Patriarchen von Aquileja, wo er sich einige Zeit aufhielt.
Da Margarete die Auflösung ihrer Ehe anstrebte, bezichtigte sie Johann Heinrich öffentlich der Impotenz. Deshalb beauftragte Ludwig der Bayer die Gelehrten Marsilius von Padua und William von Ockham mit der Erstellung eines entsprechenden Gutachtens. Die Gelehrten stellten die Ungültigkeit der Ehe fest, da wegen Johann Heinrichs angeblicher Impotenz die Ehe nicht vollzogen und somit nicht rechtskräftig geworden sei. Daraufhin ordnete Ludwig der Bayer die Scheidung Margaretes von Johann Heinrich an und am 10. Februar 1342 verheiratete er seinen eigenen Sohn Ludwig den Brandenburger mit ihr. Nach kirchlichem Recht war die Ehe zwischen Margarete und Johann Heinrich nicht aufgelöst, aber die Luxemburger Herrschaft in Tirol war beendet.
Die Luxemburger waren nicht bereit, diese Demütigungen hinzunehmen. Deshalb bildeten sie eine Koalition mit Papst Clemens VI., der seit 1342 in Avignon residierte, und dem französischen Hof. Die von Heinrichs Bruder Karl geführten Verhandlungen mit Ludwig dem Bayern, dessen Tochter Johann Heinrich heiraten sollte, wurden vorzeitig abgebrochen. 1345 zeugte der angeblich impotente Johann Heinrich ein uneheliches Kind. Ein Jahr später fiel Johann von Luxemburg in der Schlacht bei Crécy. Mit seinem vorher errichteten Testament verfügte er die Übertragung der Verwaltung der Markgrafschaft Mähren an seinen Sohn Johann Heinrich.
Nach der kanonischen Scheidung heiratete Johann Heinrich 1349 Margarete von Troppau. Am 26. Dezember 1349 wurde er von seinem Bruder Karl mit der Markgrafschaft Mähren belehnt, die bereits am 7. April 1348 um das Bistum Olmütz und das Herzogtum Troppau verkleinert worden war, die als direkte Lehen unmittelbar der Krone Böhmens unterstellt wurden. Anlässlich der Belehnung musste Johann Heinrich für sich und seine Nachkommen auf die Krone Böhmens verzichten, sofern Nachkommen von Karl vorhanden seien. Nach der Belehnung verzichtete Johann Heinrich auf die Titulatur eines Grafen von Tirol bzw. Herzogs von Kärnten. Dadurch konnte eine Verständigung mit den Habsburgern erreicht werden.
Während der Abwesenheit seines Bruders Karl wirkte Johann Heinrich als dessen Statthalter in Böhmen. 1348 legte er fest, dass alle Kaufleute aus Österreich, Ungarn, Polen und von anderswo mit ihren Waren durch Brünn fahren mussten. Als Markgraf von Mähren residierte er seit 1349 in Brünn, wo er 1356 ein Augustinerkloster gründete und die Burg für die Bedürfnisse seiner Hofhaltung umbaute. 1375 gründete er die Kartause Königsfeld bei Brünn. Seine umsichtige Regierung führte zu einer Blütezeit in Mähren.

## Familie
Johann Heinrich war viermal verheiratet:
- Am 16. September 1330 wurde er mit Margarete von Tirol, einer Tochter Heinrichs von Kärnten und Tirol, vermählte. Die kinderlos gebliebene, vermutlich nie vollzogene Ehe wurde 1341 durch Ludwig den Bayern aufgelöst. Die Auflösung durch den Papst erfolgte 1349.
- 1349 heiratete Johann Heinrich Margarete von Troppau (1330–1363), eine Tochter des Herzogs Nikolaus II. Dieser Ehe entstammten die Kinder

1. Jobst von Mähren (1351–1411); Markgraf von Mähren, Markgraf von Brandenburg und deutscher König
2. Katharina (1352–1378); ⚭ 1372 Herzog Heinrich von Falkenberg († 1382)
3. Prokop von Mähren (um 1355–1405); Markgraf von Mähren
4. Johann Sobieslav, Bischof von Leitomischl, Patriarch von Aquileja
5. Elisabeth (nach 1355–1400); heiratete 1366 Wilhelm, Markgraf von Meißen (1343–1407)
6. Anna († vor 1405), war mit Peter von Sternberg († 1397)[2] verheiratet.

- Nach dem Tod seiner zweiten Ehefrau vermählte sich Johann Heinrich am 26. Februar 1364 mit Margarete (1346–1366), einer Tochter Albrechts II. von Österreich und Witwe von Meinhard III. von Tirol, einem Sohn der Margarete von Tirol aus ihrer zweiten Ehe mit Ludwig dem Brandenburger. D. h. Johann Heinrich heiratete die verwitwete Schwiegertochter seiner geschiedenen Ehefrau.
- Johann Heinrichs vierte Ehefrau war Elisabeth, Tochter des Grafen Albrecht von Oettingen, die er 1366 oder 1367 heiratete. Mit ihr zusammen gründete er kurz vor seinem Tod die Kartause Královo Pole (Königsfeld) bei Brünn, die der hl. Dreifaltigkeit geweiht wurde.

Johann Heinrichs 1345 außerehelich geborener Sohn Johann wurde Propst von Vyšehrad.